# شركة الاتصالات الفلسطينية "بالتل"
شركة الاتصالات الفلسطينية أو اختصارًا بالتل وبالإنجليزية Paltel، هي المشغل الأول لخدمات الاتصالات في فلسطين تأسست عام 1995 وهي إحدى شركات مجموعة الاتصالات الفلسطينية والتي يترأس مجلس إدارتها صبيح المصري، قدمت لمشتركيها خدمات الاتصالات والمنتجات التكنولوجية بما يتوافق مع معايير الجودة المعتمدة عالمياً، وهي المزود الرئيسي لخطوط الأنترنت فائقة السرعة والهاتف الثابت وخدمات الأعمال والربط ونقل البيانات في فلسطين؛ وتقدم خدمات المبيعات بالجملة، تمتد شبكة «بالتل» من رفح إلى جنين. تعد شركة الاتصالات الفلسطينية المساهم الرئيسي والمشغل الأكبر في قطاع الاتصالات الفلسطيني من خلال تقديم العديد من الخدمات في مجال الأعمال.

## وصلات خارجية
- الموقع الرسمي للإتصالات الفلسطينية
- نبذة عن الاتصالات